# Кулиева, Марал Байши кызы
Марал Байши кызы Кулиева (азерб. Maral Baxşı qızı Quliyeva; 1921 — 1990) — советский азербайджанский хлопковод, Герой Социалистического Труда (1948).

## Биография
Родилась в 1921 году на территории современного Азербайджана.
Работала звеньевой колхоза «Бакинский рабочий» Зангеланского района Азербайджанской ССР. В 1947 году получила урожай хлопка 89,39 центнеров с гектара на площади 3 гектара.
Указом Президиума Верховного Совета СССР от 10 марта 1948 года за получение в 1947 году высоких урожаев хлопка Кулиевой Марал Байши кызы присвоено звание Героя Социалистического Труда с вручением ордена Ленина и золотой медали «Серп и Молот».